# Danny Amendola
Daniel James „Danny“ Amendola (* 2. November 1985 in The Woodlands, Texas) ist ein ehemaliger US-amerikanischer American-Football-Spieler auf der Position des Wide Receivers und Kickoff Returners. Er spielte zuletzt für die Houston Texans in der NFL. 2008 nahmen ihn zunächst die Dallas Cowboys als ungedrafteten Free Agent unter Vertrag, bevor er ab 2009 bei den St. Louis Rams zu seinen ersten NFL-Einsätzen kam. Mit den New England Patriots gewann er den Super Bowl XLIX und den Super Bowl LI. Er spielte College Football an der Texas Tech.

## Karriere

### Frühe Jahre
Amendola war auf der The Woodlands High School in The Woodlands, Texas, einem Vorort von Houston. Er spielte unter Trainer Rick McDougald Football. Er beendete seine Highschool-Karriere mit dem Versuch, sein Team zum ersten Texas State Championship Game zu führen. Amendola beendete seine Senior-Saison mit 1.045 Receiving Yards, 129 Rushing Yards und 8 Touchdowns.

### College-Karriere
Amendola beendete seine College-Karriere an der Texas Tech mit 204 Fängen für 2.246 Yards und 15 Touchdowns. Er lieferte ebenso 116 Punt Returns für 1.283 Yards und einen Touchdown ab. Ein Durchschnitt von 11,06 Yards pro Return brachte ihn an Platz 3 der Schulgeschichte. Nur Wes Welker und Tyrone Thurman platzierten sich vor ihm. Sein bestes Jahr war sein Senior-Jahr, in welchem er 109 Pässe für 1.245 Yards fing und 6 Touchdowns erzielen konnte.

### NFL

#### Dallas Cowboys
Amendola unterzeichnete einen Vertrag als Undrafted Free Agent mit den Dallas Cowboys am 27. April 2008. Amendola wurde am 30. August aus dem Team entlassen, wurde später aber wieder in den Practice Squad aufgenommen. Er verbrachte die gesamte Saison 2008 im Practice Squad.

#### Philadelphia Eagles
Nachdem sein Vertrag bei den Dallas Cowboys ausgelaufen war, wurde er am 6. Januar 2009 in den Practice Squad der Philadelphia Eagles aufgenommen. Am 19. Januar wurde er in das Team aufgenommen, letztendlich am 5. September wieder entlassen, um am 6. September wieder in den Practice Squad aufgenommen zu werden.

#### St. Louis Rams

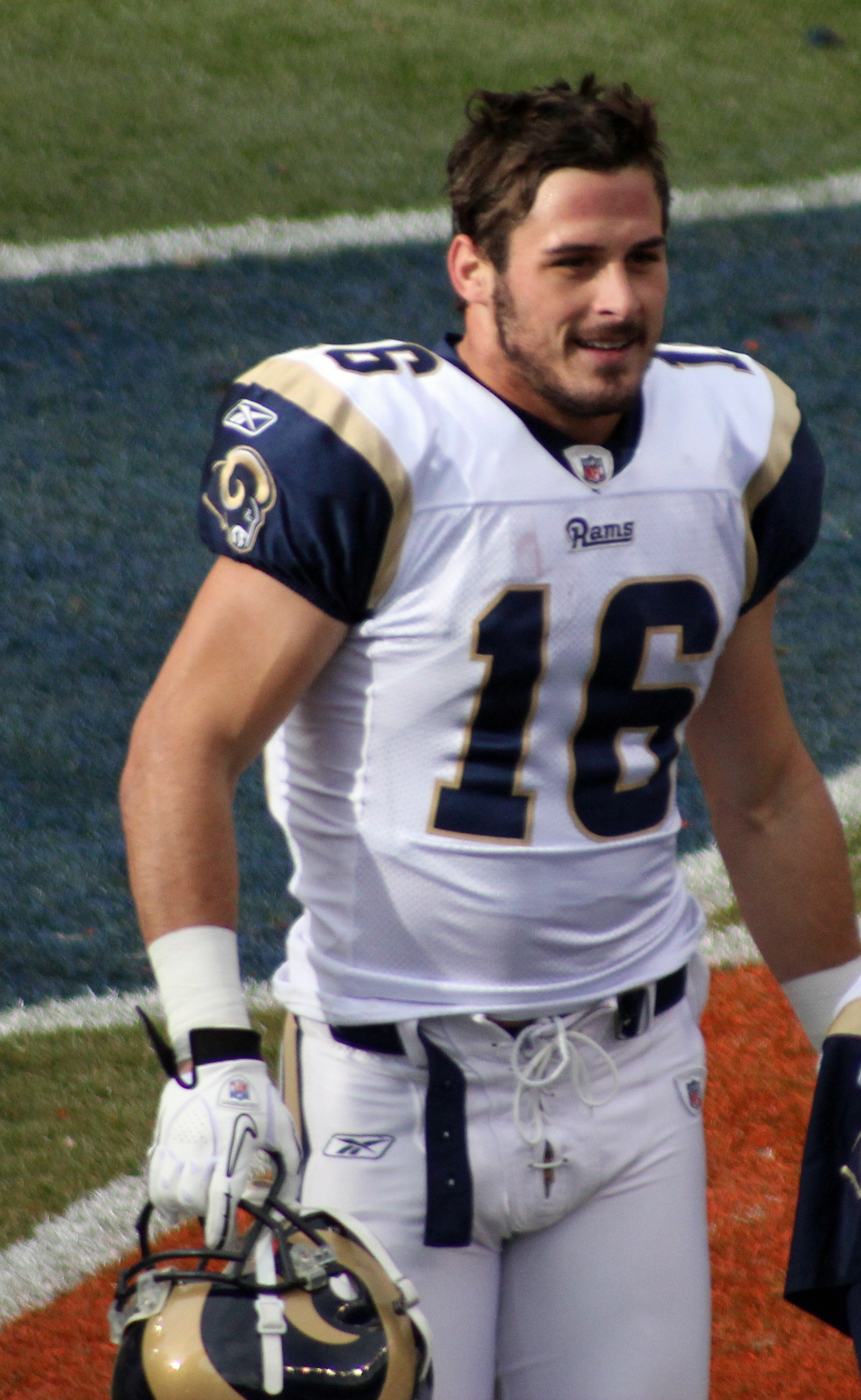
Amendola bei den Rams (2010)

Am 22. September 2009 wurde Amendola von den St. Louis Rams unter Vertrag genommen. In der Saison 2009 fing er 43 Pässe für 326 Yards und erzielte einen Touchdown als Slot Receiver. Er returnte 66 Kickoffs für 1.618 Yards und 31 Punt Returns für 360 Yards. 2010 startete er in sechs Spielen. In der Saison 2010 führte er die NFL in All-Purpose-Yards mit 2.364 an. Am 16. September 2012 fing Amendola 12 Würfe in der ersten Spielhälfte. Mit dieser Leistung zog er mit Reggie Wayne gleich, der im Jahre 2007 den Rekord aufstellte. Am 6. Oktober 2012 zog sich Amendola eine Schlüsselbein-Ausrenkung zu. In diesem seltenen Fall schob sich das Schlüsselbein nach innen, so dass es beinahe die Aorta und Trachea verletzt hätte. Um Millimeter hätte es ihn töten können. Kein anderer Spieler in der NFL hatte vorher solch eine Verletzung erlitten, so dass das medizinische Team der St. Louis Rams zuerst nicht zu reagieren wusste. Am Ende war es ihm möglich, seine Verletzung nach nur 3 Wochen auszukurieren.

#### New England Patriots
Am 13. März 2013, nur Stunden nachdem Wes Welker zu den Denver Broncos wechselte, unterzeichnete Amendola einen Fünfjahresvertrag für 28,5 Millionen US-Dollar bei den New England Patriots. In der ersten Woche mit den New England Patriots zog er sich eine Leistenverletzung zu. Er kam nach der Halbzeitpause aber zurück und beendete das Spiel mit zehn Fängen für 104 Yards. Amendola wurde der 50. Receiver, der jemals einen Touchdown-Pass von Tom Brady fing. Dies geschah am 3. November 2013 im ersten Viertel gegen die Pittsburgh Steelers. Er beendete die Saison 2013 mit 54 Fängen für 633 Yards und zwei Touchdowns. Er platzierte sich somit hinter Julian Edelman.
In der Saison 2014 fing er nur 27 Pässe für 200 Yards und erzielte einen Touchdown. Im Divisional-Round-Spiel gegen die Baltimore Ravens fing er hingegen fünf Pässe für 81 Yards und erzielte zwei Touchdowns, einer davon war ein 51-Yards-Touchdown-Pass von Wide Receiver Julian Edelman. Im Super-Bowl-49-Sieg fing er fünf Pässe für 48 Yards und erzielte einen Touchdown. Am 27. September 2015, in Woche 3, fing Amendola den 400. Karriere-Touchdown-Pass von Tom Brady. Am 25. Oktober, im Spiel gegen die New York Jets, lieferte er mit acht Fängen für 86 Yards und einem Touchdown einen seiner besten Auftritte für die New England Patriots ab.

#### Miami Dolphins
Nach Ablauf seines Vertrages bei den Patriots unterschrieb Amendola einen Zweijahresvertrag bei den Miami Dolphins. Hier konnte er in 15 Spielen jedoch nur 59 Pässe für 575 Yards und einen Touchdown fangen. Er wurde daraufhin am 8. März 2019 entlassen.

#### Detroit Lions
Am 10. März 2019 unterschrieb er einen Einjahresvertrag bei den Detroit Lions. In der Saison 2019 lief er in neun Spielen in der Startaufstellung der Lions auf. Amendola fing 62 Pässe für 678 Yards Raumgewinn und erzielte einen Touchdown. Vor der Saison 2020 unterschrieb er einen weiteren Einjahresvertrag in Detroit.

#### Houston Texans
Am 8. September 2021 unterschrieb er einen Einjahresvertrag bei den Houston Texans. Nach der Saison beendete Amendola am 25. Juli 2022 seine Karriere.